# 朱奠培
寧靖王朱奠培（1418年—1491年），自號竹林懶仙，明朝第二代寧王，追封惠王朱磐烒的嫡長子，獻王朱權的嫡長孫。他在正統十四年（1449年）襲封寧王。他在位四十二年。弘治四年（1491年）朱奠培去世，一年後其子朱覲鈞嗣位。

## 家庭

### 妻
- 妃郭氏，济川卫指挥使郭谦女，正統二年（1437年）冊為宁世孙妃[4]，未成婚即於正統三年（1438年）薨[5]
- 妃蕭氏，孝陵卫指挥使萧昱女，正統四年（1439年）冊為宁世孙妃[6]，正統十四年（1449年）冊為宁王妃[7]

### 妾
- 胡氏，生朱覲鈞[8]
- 夫人吳氏（吳景琪之女）
- 夫人郭氏，生朱觐锥，弘治五年（1492年）八月因朱觐锥请封，封为宁靖王夫人，赐诰命

### 子
- 庶長子：寧康王朱覲鈞
- 庶第三子：鍾陵王朱覲錐
- 庶第四子：建安簡定王朱覲鋉

### 女
- 玉山郡主[9]
- 安福郡主朱氏，號桂華，嫁孔子五十八世孙孔景文。擅長詩文，著有《桂華軒集》，又擅長草書[10]

## 著作
- 《松石軒詩評》一卷[1]
- 《五聲琴譜》一卷[11]
- 《仙謠》[2]
- 《却掃吟》[2]
- 《擬古詩》[2]